# Familienverband Autenrieth
Der Familienverband Autenrieth gegr. 1902 e. V. ist ein 1902 in Stuttgart gegründeter Familienverband und damit einer der ältesten noch existenten deutschen Familienverbände. Der Verband ist Mitglied im Verein für Familienkunde in Baden-Württemberg.

## Geschichte
Der Verband wurde am  6. Oktober 1902 in Feldstetten als Feldstetter Sippenverband Autenrieth auf Initiative des württembergischen Stadtpfarrers Hugo Schuler (1864 – 1942) gegründet. Seit dem 16. Oktober 1965 wird er in der Form eines eingetragenen Vereins unter der heutigen Bezeichnung geführt.

## Vereinszweck
Zweck des Vereins ist gemäß Ziffer 2 seiner Satzung der Zusammenschluss aller Familien und Einzelpersonen Autenrieth (oder ähnlicher Schreibweisen) sowie aller verwandtschaftlicher oder freundschaftlich verbundenen Familien und Personen
zum Betreiben von familien- und personengeschichtlichen Forschungen, die ihre Familien und deren Umfeld betreffen, zur Wahrung des Andenkens an die Vorfahren, zur Pflege verwandtschaftlicher und freundschaftlicher Verbindungen und
zur Erhaltung und Pflege der alten Familiengräber in Feldstetten. Der Verband wahrt die Tradition und Ziele des Gründungsverbandes von 1902, des früheren „Feldstetter Sippenverbandes Autenrieth“, aus dem der jetzige Verband hervorgegangen ist, und verfolgt seine Ziele durch Herausgabe von Verbandsmitteilungen (Rundbriefen), durch das Abhalten von Familientagen, durch familien- und personengeschichtliche Forschungen, durch die Förderung und Veröffentlichung neuer Forschungsergebnisse, sowie durch die Sammlung des daraus erwachsenden Archivgutes. Die Forschungen und Veröffentlichungen des Verbandes sollen weiterhin zur wissenschaftlichen Landes-, Orts- und Sozialgeschichte beitragen.

## Mitglieder
Der Verein hat derzeit (Stand: Januar 2023) ca. 300 Mitglieder mit einem Schwerpunkt im deutschsprachigen Raum und in den USA. Mitglieder sind oder waren Heinz Autenrieth (von 1971 bis 1974 Verbandsvorsitzender), Hugo Borst, Kurt Walcher, Georg Emil Autenrieth, Ludwig Frederick Audrieth, Theodor Schieder und Johanne Autenrieth.

## Organe
Der Verein hat einen Vorstand, der aus einem Vorsitzenden und zwei Stellvertretern besteht. Vertretungsberechtigt ist ein Vorstandsmitglied. Der erweiterte Vorstand besteht aus Kassierer, Schriftführer, Schriftleiter der Rundbriefe, Forschungsleiter, Archivar und Familienregisterführer. Daneben besteht ein Beirat, der als Familienrat bezeichnet wird.

## Veranstaltungen
Jährlich abwechselnd findet am 2. Oktoberwochenende in wechselnden Orten innerhalb Deutschlands entweder eine Sitzung des Familienrats (Beirats) oder ein Familientag (Mitgliederversammlung mit Rahmenprogramm) statt.

## Publikationen
Der Verband gibt jährlich eine als Rundbrief bezeichnete Mitgliederzeitschrift in deutscher Sprache mit teils englischer Übersetzung heraus. Die gesammelten Rundbriefe werden als sog. Chronik gebunden und publiziert. Seit 1925 wird ein sog. Familienbuch herausgegeben, das die genealogischen Erkenntnisse des Verbandes darstellt. Das erste Familienbuch wurde 1925 durch Hugo Schuler erstellt. Auf dieser Basis veröffentlichte Werner Gebhardt 1962/63 das Familienbuch II. 2013 erschien das durch Rolf Nagel erstellte Familienbuch III.
Daneben hat der Verband zahlreiche Einzelschriften veröffentlicht.
Auswahl von Publikationen des Familienverbands:
- Hugo Schuler, Familienbuch I, 1925 (Nachdruck 1989)
- Hans Autenrieth und Werner Gebhardt, Familienbuch II, 1962/63
- Werner Gebhardt, 	Chronik I des Feldstetter Sippenverbandes Autenrieth 1902–1965, 1974
- Christoph Fromm und Bernd Autenrieth (Hrsg.), Zwischen Baustelle und Archiv, Festschrift für Werner Gebhardt zum 70. Geburtstag, 1995
- Werner Gebhardt, Die Urkunden der Herren von Uttenried 1190–1580, 2000
- Werner Gebhardt, Chronik II des Familienverbandes Autenrieth 1966–1991, 2001
- Werner Gebhardt, Festschrift – 100 Jahre Familienverband Autenrieth, 2001/02
- Rolf Nagel, Familienbuch III, 2013
- Martin Autenrieth (Hrsg.), Chronik III des Familienverbandes Autenrieth 1992–2010, 2018